# Аппс, Патриция
Патриция Аппс (англ. Patricia Apps) — австралийский экономист. Училась в Йеле; доктор философии Кембриджского университета (1972). Работала в Австралийском национальном университете (1986-1988) и Сиднейском университете (с 1989; профессор с 1993). С 1999 года — научный сотрудник (англ. research Fellow) Института экономики труда. Президент Европейского общества экономики населения (2006).

## Основные произведения
- «Теория неравенства и налогообложение» (A Theory of Inequality and Taxation, 1981)
- «Предложение труда женщин, домашняя работа и благосостояние семьи» (Female Labour Supply, Housework and Family Welfare, 1994);